# تالامانتيس
بلدية تالامانتيس (بالإسبانية: Talamantes) هي بلدية تقع في مقاطعة سرقسطة التابعة لمنطقة أراغون شمال شرق إسبانيا.

## الديموغرافيا
بلغ عدد سكان بلدية تالامانتيس 57 نسمة عام 2011 (وفقاً للمعهد الوطني الإسباني للإحصاء).
| 67 | 68 | 61 | 61 | 61 | 62 | 57 |